# لوتراخ
لوتراخ (به آلمانی: Lauterach) یک منطقهٔ مسکونی در اتریش است که در ناحیه برگنتس واقع شده‌است. لوتراخ ۱۱٫۹۲ کیلومتر مربع مساحت دارد ۴۱۲ متر بالاتر از سطح دریا واقع شده‌است.